# Rosario Mazzola
Rosario Mazzola (Palermo, 19 settembre 1924 – Cefalù, 24 dicembre 2018) è stato un vescovo cattolico italiano.

## Biografia
Compiuti gli studi presso il Seminario Arcivescovile di Palermo, è ordinato Presbitero dall'arcivescovo Ernesto Ruffini il 16 luglio 1950 e inizia il suo ministero come vice parroco nella Parrocchia Maria SS. Regina degli Apostoli a Vergine Maria.
Nel 1952, Ruffini, dando inizio alla fondazione del villaggio omonimo per i senza tetto, lo destina a quella parrocchia. Nel 1965 fonda la "Casa Soggiorno Poggio Maria" come associazione di fatto. Nel 2001 diviene Associazione di Promozione Sociale ANSPI e successivamente, nel 2007, si trasforma in Associazione di tipo ONLUS. È una struttura idonea ad ospitare, prevalentemente nel periodo estivo, ragazzi in età preadolescenziale. A seguito dei lavori di ristrutturazione apportati alla casa a partire dal 1996 essa è atta ad accogliere ospiti anche nel periodo invernale. Inoltre, avendo realizzato l'abbattimento delle barriere architettoniche, è possibile accogliere soggetti disabili. Con periodicità annuale, la casa ospita l'UNITALSI.
Il 16 luglio 1971 il cardinale Salvatore Pappalardo lo trasferisce nella Parrocchia Maria SS. Mediatrice a Villa Tasca, dove dà vita a un centro per le opere parrocchiali, e dalla quale si dimette il 31 dicembre 1980 per il nuovo mandato di Vicario Episcopale del Primo Vicariato.
Per venti anni è stato Assistente Diocesano dell'Azione Cattolica, prima dei fanciulli e delle sezioni minori della gioventù femminile, poi del settore adulti.
Ha fatto sempre parte degli organismi diocesani – Consiglio presbiterale e Consiglio pastorale – e di varie commissioni – avvicendamento e perequazione del clero, liturgia, educazione e attività religiose - .
Il 13 novembre 1981 il cardinale Salvatore Pappalardo gli affida il compito di Vicario generale e il 28 dicembre viene insignito dell'onorificenza di Prelato d'Onore da papa Giovanni Paolo II.
È nominato Vescovo Titolare di Bomarzo (VT) e Ausiliare dell'Arcivescovo di Palermo il 19 giugno 1982. Il 4 settembre 1982 riceve la Consacrazione Episcopale dal Cardinale Salvatore Pappalardo nella Chiesa Cattedrale. Nominato Vescovo di Cefalù (PA) il 23 luglio 1988, si insedia il 17 settembre. Nella Diocesi di Cefalù ha ordinato 15 sacerdoti diocesani. È divenuto emerito il 18 marzo 2000.
Gli succede alla guida della Diocesi di Cefalù Francesco Sgalambro.
Muore il 24 dicembre 2018 all'età di 94 anni e viene sepolto tre giorni dopo all'interno della Cattedrale diocesana.

## Genealogia episcopale
La genealogia episcopale è:
- Cardinale Scipione Rebiba
- Cardinale Giulio Antonio Santori
- Cardinale Girolamo Bernerio, O.P.
- Arcivescovo Galeazzo Sanvitale
- Cardinale Ludovico Ludovisi
- Cardinale Luigi Caetani
- Cardinale Ulderico Carpegna
- Cardinale Paluzzo Paluzzi Altieri degli Albertoni
- Papa Benedetto XIII
- Papa Benedetto XIV
- Papa Clemente XIII
- Cardinale Marcantonio Colonna
- Cardinale Giacinto Sigismondo Gerdil, B.
- Cardinale Giulio Maria della Somaglia
- Cardinale Carlo Odescalchi, S.I.
- Cardinale Costantino Patrizi Naro
- Cardinale Lucido Maria Parocchi
- Papa Pio X
- Cardinale Gaetano De Lai
- Cardinale Raffaele Carlo Rossi, O.C.D.
- Cardinale Amleto Giovanni Cicognani
- Cardinale Salvatore Pappalardo
- Vescovo Rosario Mazzola